# Филип Јиха
Филип Јиха (чеш. Filip Jícha; 19. април 1982, Плзењ, Чехословачка) је бивши чешки рукометаш и репрезентативац, тренутно шеф стручног штаба Кила. За Чешку је одиграо 148 утакмица, а дао 816 голова. Такође, 2010. је проглашен за ИХФ играча године.

## Трофеји (као играч)

### Ал Ахли Џеда
- Куп емира Катара (1) : 2002/03.

### Лемго
- ЕХФ куп (1) : 2005/06.

### Кил
- Бундеслига Немачке (7) : 2007/08, 2008/09, 2009/10, 2011/12, 2012/13, 2013/14, 2014/15.
- Куп Немачке (5) : 2007/08, 2008/09, 2010/11, 2011/12, 2012/13.
- Суперкуп Немачке (5) : 2007, 2008, 2011, 2012, 2014.
- ЕХФ Лига шампиона (2) : 2009/10, 2011/12. (финале 2007/08, 2008/09, 2013/14).
- Суперкуп Европе (1) : 2007.
- Светско клупско првенство (1) : 2011. (финале 2012).

### Барселона
- АСОБАЛ лига (2) : 2015/16, 2016/17.
- Куп Шпаније (2) : 2015/16, 2016/17.
- Куп АСОБАЛ (2) : 2015/16, 2016/17.
- Суперкуп Шпаније (2) : 2015/16, 2016/17.
- Суперкуп Каталоније (2) : 2015/16, 2016/17.

## Трофеји (као помоћни тренер)

### Кил
- Куп Немачке (1) : 2018/19.
- ЕХФ куп (1) : 2018/19.

## Трофеји (као тренер)

### Кил
- Бундеслига Немачке (3) : 2019/20, 2020/21, 2022/23.
- Куп Немачке (2) : 2021/22, 2024/25.
- Суперкуп Немачке (4) : 2020, 2021, 2022, 2023.
- ЕХФ Лига шампиона (1) : 2019/20.
- Светско клупско првенство : финале 2019.